# Hansika Motwani

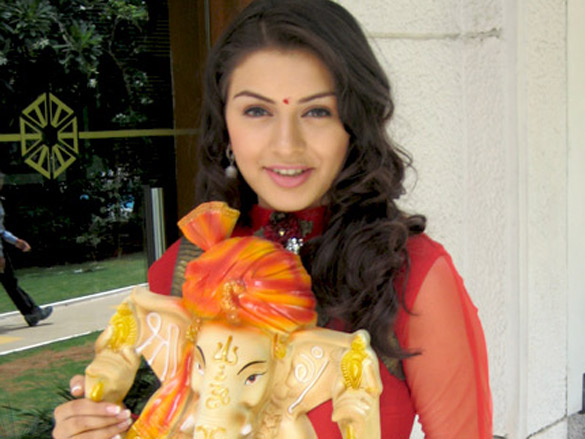
Hansika Motwani

Hansika Motwani (ur. 9 sierpnia 1991 w Madhya Pradesh) – indyjska aktorka filmowa i telewizyjna.
Urodziła się w Indore w Madhya Pradesh, jest córką Pradeepa i Mony. Grała w wielu serialach telewizyjnych, takich jak Kyunki Saas Bhi Kabhi Bahu Thee, Hum 2 Hai Na, Desh Me Nikla Hoga Chand, Shakalaka Boom Boom, Celebrity Fame Gurukool i Tum Bin. Otworzyło jej to drogę do pracy w przemyśle filmowym. Występowała w filmach w hindi, kannada, malajalam, telugu i w języku tamilskim. W głównej roli zadebiutowała w Desamuduru (2007), u boku Allu Arjuna. Jej filmografia (do 2013) obejmuje przeszło 20 tytułów. Nagrodzona między innymi Filmfare Award za najlepszy debiut (telugu, 2007).